# Distretto di Milicz
Il distretto di Milicz (in polacco powiat milicki) è un distretto polacco appartenente al voivodato della Bassa Slesia.

## Geografia antropica

### Suddivisioni amministrative
Il distretto comprende 3 comuni.
- Comuni urbano-rurali: Milicz
- Comuni rurali: Cieszków, Krośnice